# Nomineringar till Nordiska rådets litteraturpris från Sverige
Nomineringar till Nordiska rådets litteraturpris från Sverige utses av en bedömningskommitté om två personer före den 1 december varje år. Urvalet är verk utgivna för första gången under de senaste två åren. Nordiska rådets litteraturpris är ett årligt pris instiftat av Nordiska rådet som delas ut sedan 1962.

## Nominerade
Följande verk har representerat Sverige i tävlan om Nordiska rådets litteraturpris:

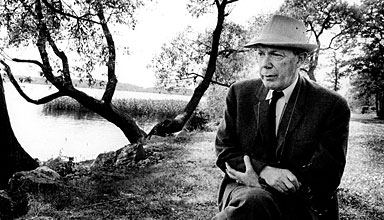
Gunnar Ekelöf, vinnare 1966

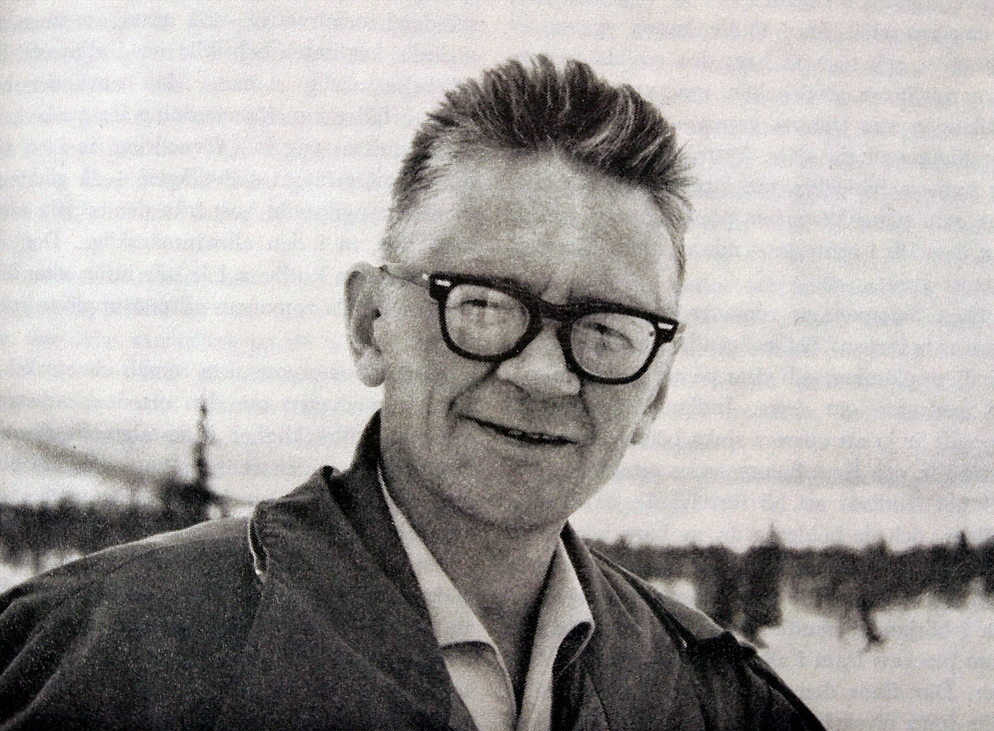
Per Olof Sundman, vinnare 1968

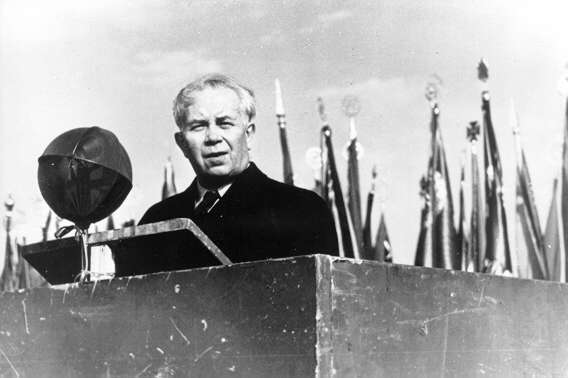
Ivar Lo-Johansson, vinnare 1979

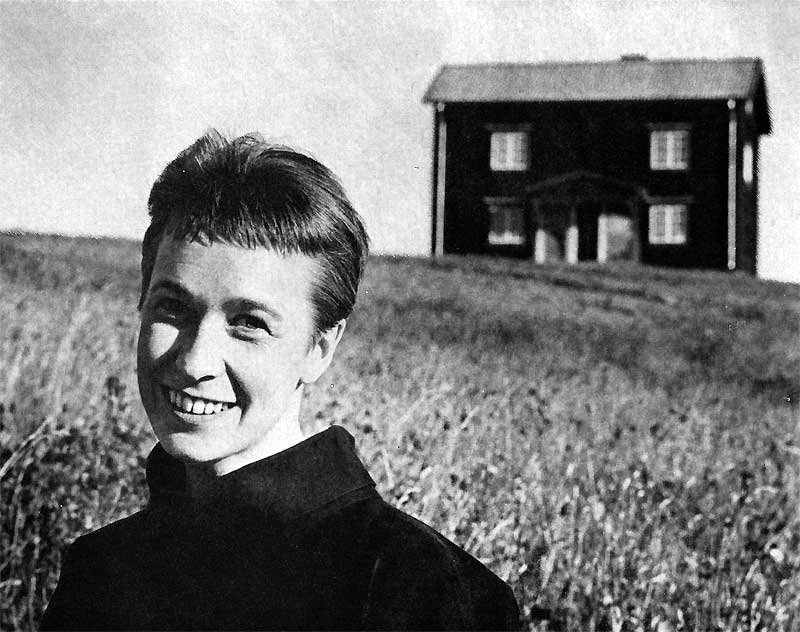
Sara Lidman, vinnare 1980

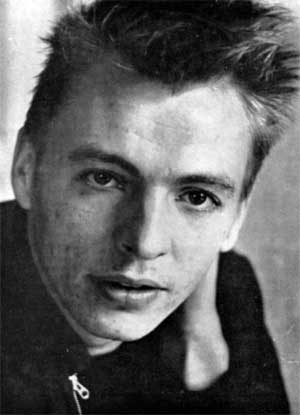
Göran Tunström, vinnare 1984

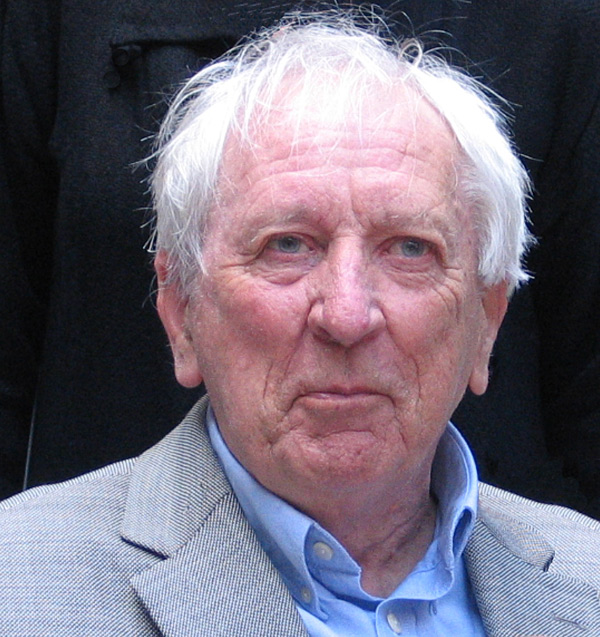
Tomas Tranströmer, vinnare 1990

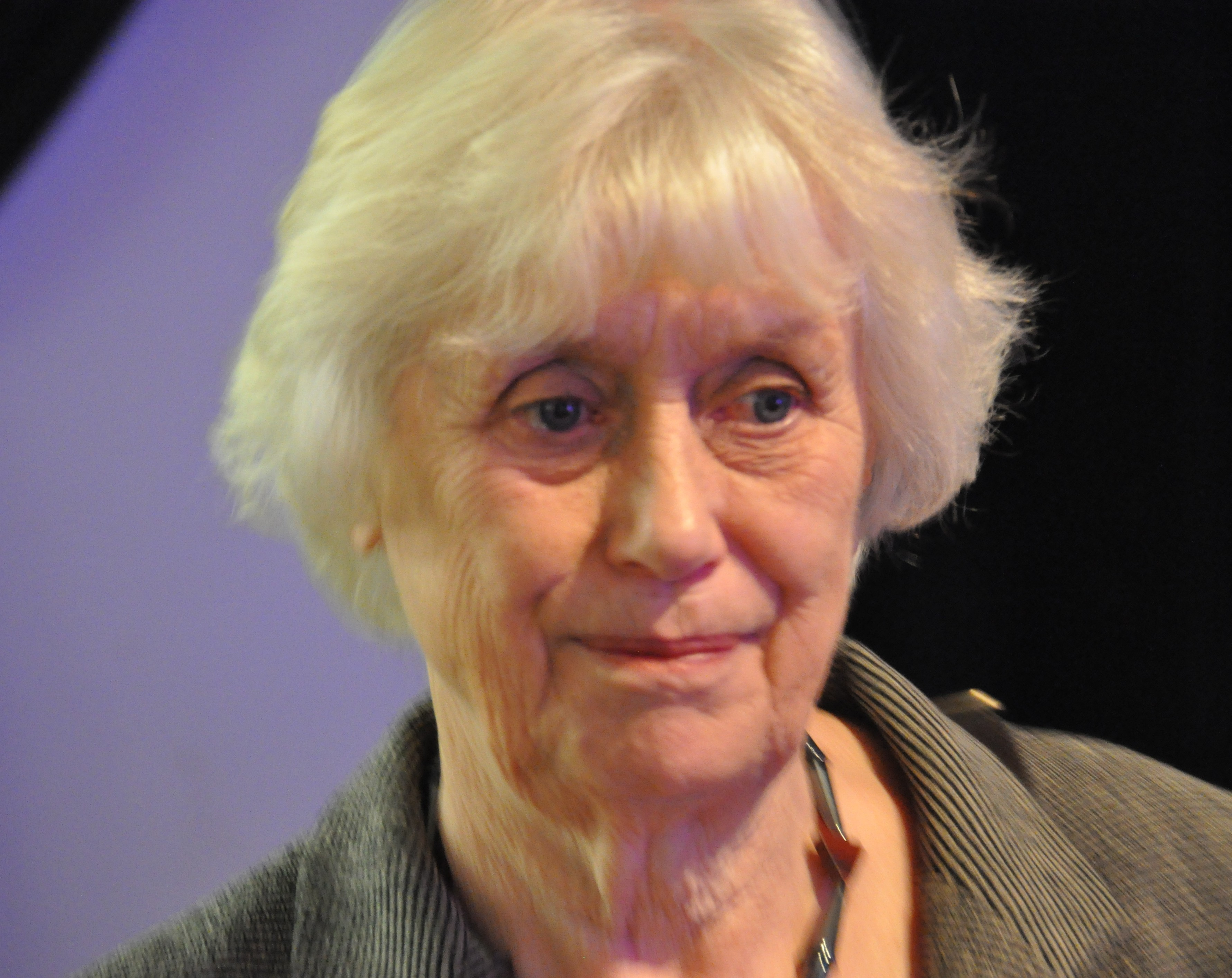
Kerstin Ekman, vinnare 1994

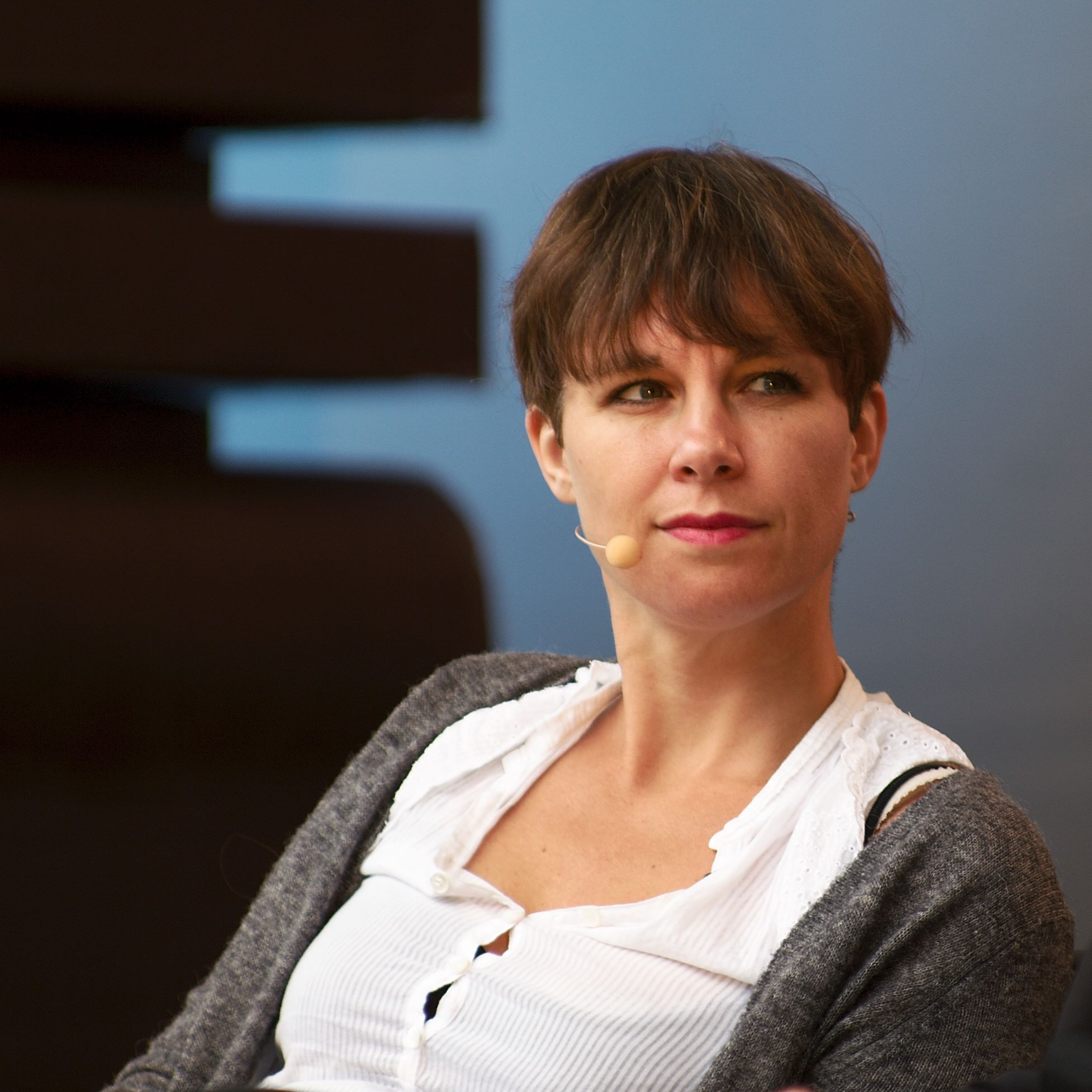
Sara Stridsberg, vinnare 2007

| * | Pristagare |
| År   | Författare          | Bok                                                                              | Typ       |
| ---- | ------------------- | -------------------------------------------------------------------------------- | --------- |
| 1962 | Eyvind Johnson      | Hans nådes tid*                                                                  | Roman     |
| 1962 | Åke Wassing         | Slottet i dalen                                                                  | Roman     |
| 1963 | Gunnar Ekelöf       | En natt i Otoçac                                                                 | Dikter    |
| 1963 | Sivar Arnér         | Finnas till                                                                      | Noveller  |
| 1964 | Sivar Arnér         | Tvärbalk                                                                         | Roman     |
| 1964 | Sven Fagerberg      | Svärdfäktarna                                                                    | Roman     |
| 1965 | Sara Lidman         | Med fem diamanter                                                                | Roman     |
| 1965 | Olof Lagercrantz    | Från helvetet till paradiset*                                                    | Fackbok   |
| 1966 | Per Olof Sundman    | Två dagar, två nätter                                                            | Roman     |
| 1966 | Gunnar Ekelöf       | Dīwān över Fursten av Emgión*                                                    | Dikter    |
| 1967 | Artur Lundkvist     | Självporträtt av en drömmare med öppna ögon                                      | Memoar    |
| 1967 | Lars Gyllensten     | Lotus i Hades                                                                    | Dikter    |
| 1968 | Sven Delblanc       | Nattresa                                                                         | Roman     |
| 1968 | Per Olof Sundman    | Ingenjör Andrées luftfärd*                                                       | Roman     |
| 1969 | P.O. Enquist        | Legionärerna*                                                                    | Roman     |
| 1969 | Lars Forssell       | Ändå                                                                             | Dikter    |
| 1970 | Sven Lindqvist      | Slagskuggan                                                                      | Reportage |
| 1970 | Werner Aspenström   | Inre                                                                             | Dikter    |
| 1971 | Sven Delblanc       | Åminne                                                                           | Roman     |
| 1971 | Lars Gyllensten     | Palatset i parken                                                                | Dikter    |
| 1972 | Harry Martinson     | Dikter om ljus och mörker                                                        | Dikter    |
| 1972 | Karl Vennberg       | Sju ord på tunnelbanan*                                                          | Dikter    |
| 1973 | Göran Sonnevi       | Det oavslutade språket                                                           | Dikter    |
| 1973 | Birgitta Trotzig    | Sjukdomen                                                                        | Roman     |
| 1974 | Sven Delblanc       | Stenfågel                                                                        | Roman     |
| 1974 | P.C. Jersild        | Djurdoktorn                                                                      | Roman     |
| 1975 | Sven Delblanc       | Vinteride                                                                        | Roman     |
| 1975 | Göran Palm          | Bokslut från LM                                                                  | Reportage |
| 1976 | Werner Aspenström   | Blåvalen                                                                         | Noveller  |
| 1976 | Kerstin Ekman       | Häxringarna                                                                      | Roman     |
| 1977 | P.C. Jersild        | Barnens ö                                                                        | Roman     |
| 1977 | Göran Sonnevi       | Det omöjliga                                                                     | Dikter    |
| 1978 | Elsa Grave          | Slutförbannelser                                                                 | Dikter    |
| 1978 | Sara Lidman         | Din tjänare hör                                                                  | Roman     |
| 1979 | P.C. Jersild        | Babels hus                                                                       | Roman     |
| 1979 | Ivar Lo-Johansson   | Pubertet*                                                                        | Memoar    |
| 1980 | Sara Lidman         | Vredens barn*                                                                    | Roman     |
| 1980 | Göran Sonnevi       | Språk; verktyg; eld                                                              | Dikter    |
| 1981 | Werner Aspenström   | Tidigt en morgon sent på jorden                                                  | Dikter    |
| 1981 | P.C. Jersild        | En levande själ                                                                  | Roman     |
| 1982 | Sven Delblanc       | Samuels bok*                                                                     | Roman     |
| 1982 | Per Odensten        | Gheel: de galnas stad                                                            | Roman     |
| 1983 | Elsa Grave          | Evighetens barnbarn                                                              | Dikter    |
| 1983 | Torgny Lindgren     | Ormens väg på hälleberget                                                        | Roman     |
| 1984 | Kerstin Ekman       | En stad av ljus                                                                  | Roman     |
| 1984 | Göran Tunström      | Juloratoriet*                                                                    | Roman     |
| 1985 | Sun Axelsson        | Honungsvargar                                                                    | Roman     |
| 1985 | Torgny Lindgren     | Bat Seba                                                                         | Roman     |
| 1986 | Karl Rune Nordkvist | Slaktarens hus                                                                   | Roman     |
| 1986 | Birgitta Trotzig    | Dykungens dotter                                                                 | Roman     |
| 1987 | Lars Forssell       | Sånger                                                                           | Dikter    |
| 1987 | Lars Gyllensten     | Sju vise mästare om kärlek                                                       | Noveller  |
| 1988 | Lars Ardelius       | Barnsben                                                                         | Memoar    |
| 1988 | Ernst Brunner       | Svarta villan                                                                    | Roman     |
| 1989 | Lars Ahlin          | Din livsfrukt                                                                    | Roman     |
| 1989 | Sigrid Combüchen    | Byron                                                                            | Roman     |
| 1990 | Ragnar Thoursie     | Kråkorna skrattar                                                                | Dikter    |
| 1990 | Tomas Tranströmer   | För levande och döda*                                                            | Dikter    |
| 1991 | Kerstin Ekman       | Knivkastarens kvinna                                                             | Roman     |
| 1991 | Lars Norén          | Endagsvarelser                                                                   | Dramatik  |
| 1992 | Ingmar Bergman      | Den goda viljan                                                                  | Roman     |
| 1992 | Göran Sonnevi       | Trädet                                                                           | Dikter    |
| 1993 | Olof Lagercrantz    | Att läsa Proust                                                                  | Fackbok   |
| 1993 | Sven Lindqvist      | Utrota varenda jävel                                                             | Debattbok |
| 1994 | Werner Aspenström   | Ty                                                                               | Dikter    |
| 1994 | Kerstin Ekman       | Händelser vid vatten*                                                            | Roman     |
| 1995 | Katarina Frostenson | Tankarna                                                                         | Dikter    |
| 1995 | Ulla Isaksson       | Boken om E                                                                       | Memoar    |
| 1996 | Torgny Lindgren     | Hummelhonung                                                                     | Roman     |
| 1996 | Henning Mankell     | Comédia infantil                                                                 | Roman     |
| 1997 | Jesper Svenbro      | Vid budet att Santo Bambino di Aracoeli slutligen stulits av maffian             | Dikter    |
| 1997 | Birgitta Trotzig    | Sammanhang material                                                              | Dikter    |
| 1998 | Kjell Johansson     | Huset vid Flon                                                                   | Roman     |
| 1998 | Lennart Sjögren     | Fågeljägarna                                                                     | Dikter    |
| 1999 | Lars Norén          | Personkrets 3:1                                                                  | Dramatik  |
| 1999 | Göran Sonnevi       | Klangernas bok                                                                   | Dikter    |
| 2000 | Katarina Frostenson | Korallen                                                                         | Dikter    |
| 2000 | Beate Grimsrud      | Jag smyger förbi en yxa                                                          | Roman     |
| 2001 | Mikael Niemi        | Populärmusik från Vittula                                                        | Roman     |
| 2001 | Agneta Pleijel      | Lord Nevermore                                                                   | Roman     |
| 2002 | Eva Runefelt        | I djuret                                                                         | Dikter    |
| 2002 | Peter Kihlgård      | Du har inte rätt att inte älska mig                                              | Roman     |
| 2003 | Stewe Claeson       | Rönndruvan glöder                                                                | Roman     |
| 2003 | Eva Ström           | Revbensstäderna*                                                                 | Dikter    |
| 2004 | Kristina Lugn       | Hej då, ha det så bra!                                                           | Dikter    |
| 2004 | Steve Sem-Sandberg  | Ravensbrück                                                                      | Roman     |
| 2005 | Majgull Axelsson    | Den jag aldrig var                                                               | Roman     |
| 2005 | Anna Hallberg       | På era platser                                                                   | Dikter    |
| 2006 | Lotta Lotass        | Skymning:gryning                                                                 | Roman     |
| 2006 | Göran Sonnevi       | Oceanen*                                                                         | Dikter    |
| 2007 | Ann Jäderlund       | I en cylinder i vattnet av vattengråt                                            | Dikter    |
| 2007 | Sara Stridsberg     | Drömfakulteten*                                                                  | Roman     |
| 2008 | Eva Runefelt        | I ett förskingrat nu                                                             | Dikter    |
| 2008 | Birgitta Lillpers   | Nu försvinner vi eller ingår                                                     | Dikter    |
| 2009 | Andrzej Tichý       | Fält                                                                             | Roman     |
| 2009 | Johan Jönson        | Efter arbetsschema                                                               | Dikter    |
| 2010 | Steve Sem-Sandberg  | De fattiga i Łódź                                                                | Roman     |
| 2010 | Ann Jäderlund       | Vad hjälper det en människa om hon häller rent vatten över sig i alla sina dagar | Dikter    |
| 2011 | Beate Grimsrud      | En dåre fri                                                                      | Roman     |
| 2011 | Anna Hallberg       | Kolosseum                                                                        | Dikter    |
| 2012 | Eva-Marie Liffner   | Lacrimosa                                                                        | Roman     |
| 2012 | Katarina Frostenson | Flodtid                                                                          | Dikter    |
| 2013 | Lars Norén          | Filosofins natt                                                                  | Dikter    |
| 2013 | Johannes Anyuru     | En storm kom från paradiset                                                      | Roman     |
| 2014 | Eva Runefelt        | Minnesburen                                                                      | Dikter    |
| 2014 | Andrzej Tichý       | Kairos                                                                           | Roman     |
| 2015 | Therese Bohman      | Den andra kvinnan                                                                | Roman     |
| 2015 | Bruno K. Öijer      | Och natten viskade Annabel Lee                                                   | Dikter    |
| 2016 | Katarina Frostenson | Sånger och formler*                                                              | Dikter    |
| 2016 | Tom Malmquist       | I varje ögonblick är vi fortfarande vid liv                                      | Roman     |
| 2017 | Ann Jäderlund       | Djupa, kärlek, ingen. Dikter 1992-2015                                           | Dikter    |
| 2017 | Birgitta Lillpers   | Anteckningar om hö                                                               | Dikter    |
| 2018 | Gunnar D Hansson    | Tapeshavet                                                                       | Dikter    |
| 2018 | Agneta Pleijel      | Doften av en man                                                                 | Roman     |
| 2019 | Isabella Nilsson    | Nonsensprinsessans dagbok. En sjukskrivning                                      | Dikter    |
| 2019 | Sami Said           | Människan är den vackraste staden                                                | Roman     |
| 2020 | Johan Jönson        | Xterminalia / Marginalia                                                         | Dikter    |
| 2020 | Steve Sem-Sandberg  | Om W                                                                             | Roman     |
| 2021 | Johanne Lykke Holm  | Strega                                                                           | Roman     |
| 2021 | Andrzej Tichý       | Renheten                                                                         | Noveller  |
| 2022 | Kerstin Ekman       | Löpa varg                                                                        | Roman     |
| 2022 | Jesper Larsson      | Den dagen den sorgen                                                             | Roman     |